# 川勝泰司
川勝 泰司（かわかつ たいじ、1930年（昭和5年）8月17日 - 2023年（令和5年）5月12日）は、日本の実業家。南海電気鉄道元社長・会長。元毎日放送社外監査役。南海電気鉄道社長・会長を歴任し、南海ホークスのオーナーも務めた川勝傳の長男。

## 来歴・人物
同志社大学経済学部卒業後、1953年に南海電気鉄道へ入社。その後、副社長・1992年社長・1999年会長・相談役をそれぞれ歴任。南海電気鉄道顧問を務めていた。2007年旭日重光章受章。2023年5月12日、心不全のため、死去した。92歳没。死没日付をもって正四位に叙された。

## エピソード
- 社長当時の1994年12月、「高野線の田舎臭いイメージを変えたい」として難波-橋本間に愛称を付与することを発表（社長案として「南海山手線」を提案したが、正式名称は「りんかんサンライン」となった。翌年9月1日のダイヤ改正から使用した）が、沿線住民からの支持が得られないうえに高野山を総本山とする真言宗の猛反発を招く結果になり、結局2008年以降は使われなくなった。

詳細は当該項目を参照のこと。

## 家族・親族
川勝家
京都府南丹市、大阪府高石市
- 妻（和歌山、上山薫の三女）[5]
- 娘[2]

親戚
- 上山薫（内外除虫菊社長） - 妻の父[5]。
- 清滝幸次郎（池田銀行頭取）
- 清滝信宏（プリンストン大学教授）
- 山田輝郎（ロート製薬社長・会長） - 清滝家の親戚。
- 山田安邦（ロート製薬社長・会長）